# رابي دي لاس كالزاداس
بلدية رابي دي لاس كالزاداس (بالإسبانية: Rabé de las Calzadas)‏, هي إحدى بلديات مقاطعة برغش, التي تقع في منطقة قشتالة وليون, والتي تقع في شمال غرب إسبانيا.
يبلغ عدد سكانها 165 نسمة وفقاً لإحصائية سنة (2002).

## أعلام
- أنطونيو أورتيغا